# 卓恺泽
卓恺泽（1905年10月25日—1928年），笔名砍石，化名郑百年、祝晋杰，男，浙江奉化人，中国革命家。